# Găbene, Gabrovo
Găbene (în bulgară Гъбене) este un sat în comuna Gabrovo, regiunea Gabrovo,  Bulgaria. 

## Demografie
Componența etnică a satului Găbene
     Bulgari (96,6%)
     Nicio identificare (3,39%)
     Altele (0%)
La recensământul din 2011, populația satului Găbene era de 265 locuitori. Din punct de vedere etnic, majoritatea locuitorilor (96,6%) erau bulgari. Pentru 3,39% din locuitori nu este cunoscută apartenența etnică.